# Lijst van burgemeesters van Blaricum
₪Dit is een lijst van burgemeesters van de Nederlandse gemeente Blaricum in de provincie Noord-Holland.
| Ambtsperiode | Naam burgemeester                                                               | Partij of stroming | Bijzonderheden                                                                                             |
| ------------ | ------------------------------------------------------------------------------- | ------------------ | --- |
| 1811? - 1844 | Rut (R.) Koppen                                                                 |                    | maire/schout/burgemeester                                                                                  |
| 1844 - 1850  | Harmen (H.) de Jong                                                             |                    | |
| 1850 - 1852  | E.H. Huysman                                                                    |                    | |
| 1853 - 1863  | T. Rigter                                                                       |                    | |
| 1863 - 1874  | N.J. de Jong                                                                    |                    | |
| 1874 - 1895  | E. Heerschop Lzn                                                                |                    | |
| 1895 - 1911  | Albert Adriaan Hendrik Hosang                                                   |                    | vh. ambtenaar ter secretarie te Markelo                                                                    |
| 1911 - 1912  | Augustinus Josephus Antonius Petrus Maria baron van Rijckevorsel van Rijsenburg |                    | |
| 1913 - 1922  | jhr. Hubert Louis Marie van Nispen van Sevenaer                                 | RKSP               | tevens burgemeester van Laren (Noord-Holland)                                                              |
| 1922 - 1946  | Johannes Jacobus Klaarenbeek (1884-1963)                                        |                    | |
| 1946 - 1948  | S.M. Middelhoff                                                                 |                    | vh. burgemeester van Hoogkarspel                                                                           |
| 1948 - 1958  | mr. Pieter Anton Lodewijk van Ogtrop                                            |                    | vh. burgemeester van Eemnes                                                                                |
| 1958 - 1973  | mr. Map (M.) Tydeman                                                            | VVD                | vh. burgemeester van Westkapelle                                                                           |
| 1973 - 1992  | drs. Anneke (A.J.) le Coultre-Foest                                             | VVD                | |
| 1993 - 2000  | Paul (P.H.) de Winter                                                           | D66                | |
| 2001         | mr. Frieda (F.G.) van Diepen-Oost                                               | VVD                | waarnemend                                                                                                 |
| 2001 - 2007  | drs. Helma (W.H.C.) Ton                                                         | GroenLinks         | Van half november 2005 tot 1 januari 2006 was Elbert Roest waarnemend burgemeester i.v.m. ziekte Helma Ton |
| 2008 - 2023  | Joan (J.N.) de Zwart-Bloch MA                                                   | D66                | in 2017 was Niek Meijer als onderdeel van een uitwisseling twee weken burgemeester van Blaricum            |
| 2023 - heden | drs. Barbara (B.M.) de Reijke MBA                                               | VVD                | |